# Apolline Traoré
Apolline Traoré (sinh năm 1976, Ouagadougou) là một nhà làm phim người Burkina Faso.

## Tiểu sử
Bà sinh năm 1976 tại Ouagadougou. Cha của bà là một nhà ngoại giao, dẫn bà đi khắp thế giới. Năm 17 tuổi, gia đình bà chuyển đến Hoa Kỳ và bà bắt đầu học tại Emerson College ở Boston, một tổ chức nổi tiếng trong lĩnh vực nghệ thuật và truyền thông.
Trong những năm 2000, bà đã đạo diễn một số bộ phim ngắn, bao gồm Cái giá của sự thiếu hiểu biết năm 2000 (về một nạn nhân hiếp dâm Bostonia) và Kounandi năm 2003, được chọn cho Liên hoan phim quốc tế Toronto 2004. Bà đã sản xuất bộ phim truyện của riêng mình, Sous la clarté de la lune, vào năm 2004.
Bà trở lại Burkina Faso năm 2005 và bắt đầu làm việc với Idrissa Ouédraogo. Năm 2008, cô đạo diễn một bộ phim truyền hình, Le testament. Những bộ phim nổi tiếng khiến cô được biết đến là Moi Zaphira (2013)  và Frontières (2018), một bộ phim trao hai giải thưởng vào tháng 2 năm 2017 tại Fespaco, một liên hoan phim của Ouagadougou.

## Đóng phim
- Khát vọng (2019)
- Biên giới (2017)
- Moi Zaphira (2013)
- La di chúc (2008)
- Sous la clarté de la lune (2004)
- Hàn Quốc (2004)
- Monia et Rama (2002)
- Cái giá của sự thiếu hiểu biết (2000)